# Estilóforo (arquitectura)

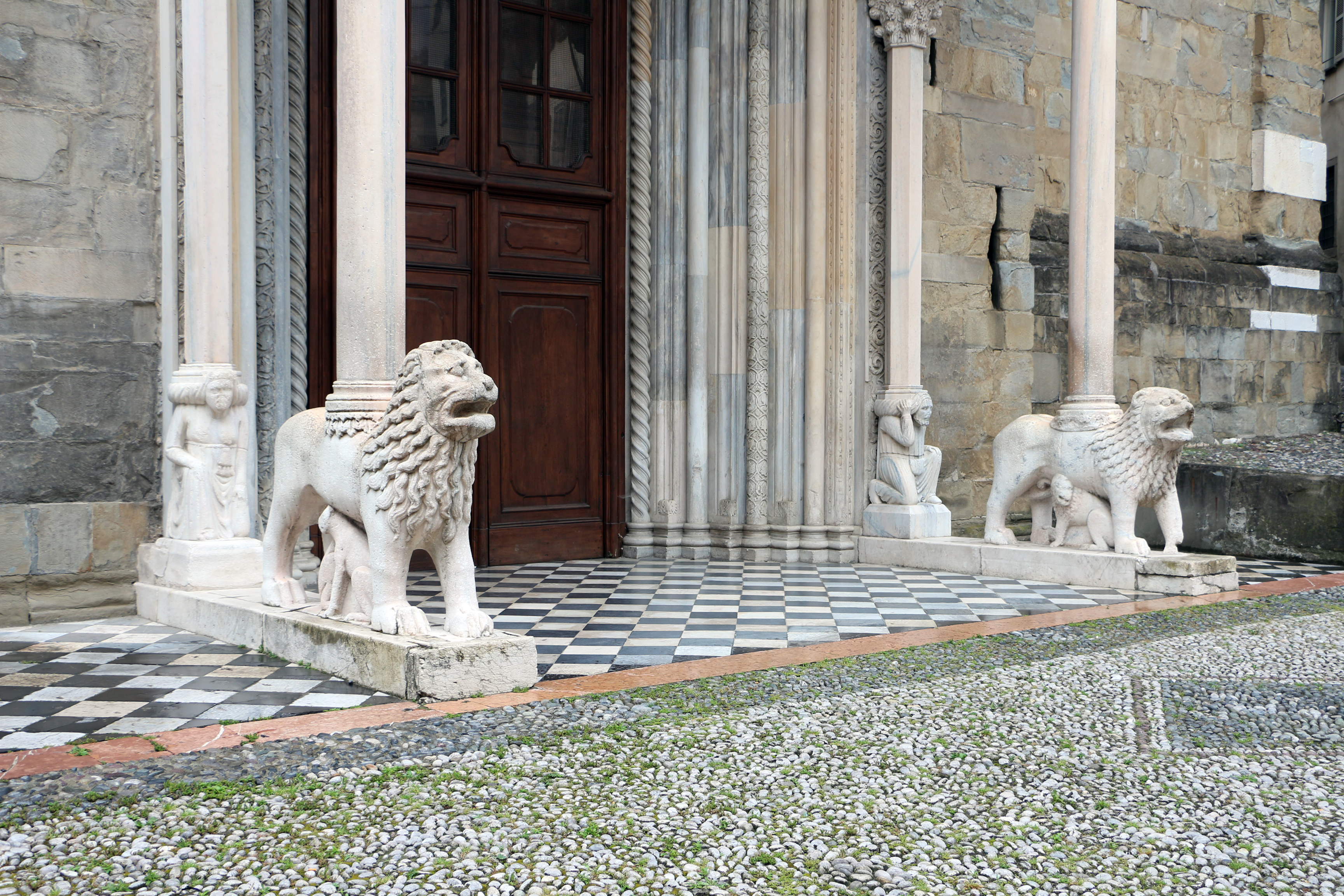
Pareja de estiloforos en la Basílica de Santa María la Mayor (Bérgamo)

Un estiloforo es un elemento arquitectónico que consiste en una escultura en forma de león que hace de base una columna. El término  deriva del  griego  στῦλος (columna') y φορός ('portador') y significa «portador de columnas». A veces, por extensión se emplea para designar la escultura de algún otro animal y muy rara vez, de un personaje mitológico.
A diferencia de la cariátide o del atlante, que ocupan el lugar de una columna para sostener un entablamento, el estilóforo constituye la única base de la columna.
A menudo presente en la arquitectura románica religiosa, principalmente en Italia, se dispone en el exterior en la base de las columnas de apoyo de los protiros, y, en el interior, como base de los púlpitos en el periodo prerrenacentista italiano.

## Descripción del símbolo
El león es un símbolo indiscutible de Fortaleza' por lo tanto, colocado a la entrada de las iglesias, simboliza la fuerza que custodia el espacio sagrado. Según los bestiarios medievales, el león es también símbolo de Cristo por varias razones: Cristo es llamado «el León que es de la tribu de Judá» (Apocalipsis de Juan 5, 5-6); Cristo es resucitado a los tres días, como los leones que se creía que nacían muertos y volvían a la vida después de que su padre los había volado a los tres días. El león es majestuoso por delante, pero con el pelo liso por detrás (como Cristo que es hijo de Dios, pero al mismo tiempo es hombre).
El león tiene un valor simbólico polivalente, tanto como guardián como con una tarea apotropaica, de hecho es un animal que mata, devora a sus presas, y que les transmite una parte de su poder. Las presas pasan entonces de la muerte a una nueva vida, una metamorfosis al cruzar la frontera entre la vida y la muerte; se sitúa por tanto como una advertencia, una advertencia de ese paso y ruptura entre dos dominios heterogéneos, el sagrado y el profano.
El león está junto al trono evocando la presencia de Cristo en el libro del Apocalipsis de Juan (5, 5) y, en la iconografía medieval, es también símbolo de la justicia de Dios. El león es símbolo de justicia también porque el prior administraba justicia inter leones et coram populo (entre leones y ante el pueblo).

## Estilóros en Italia

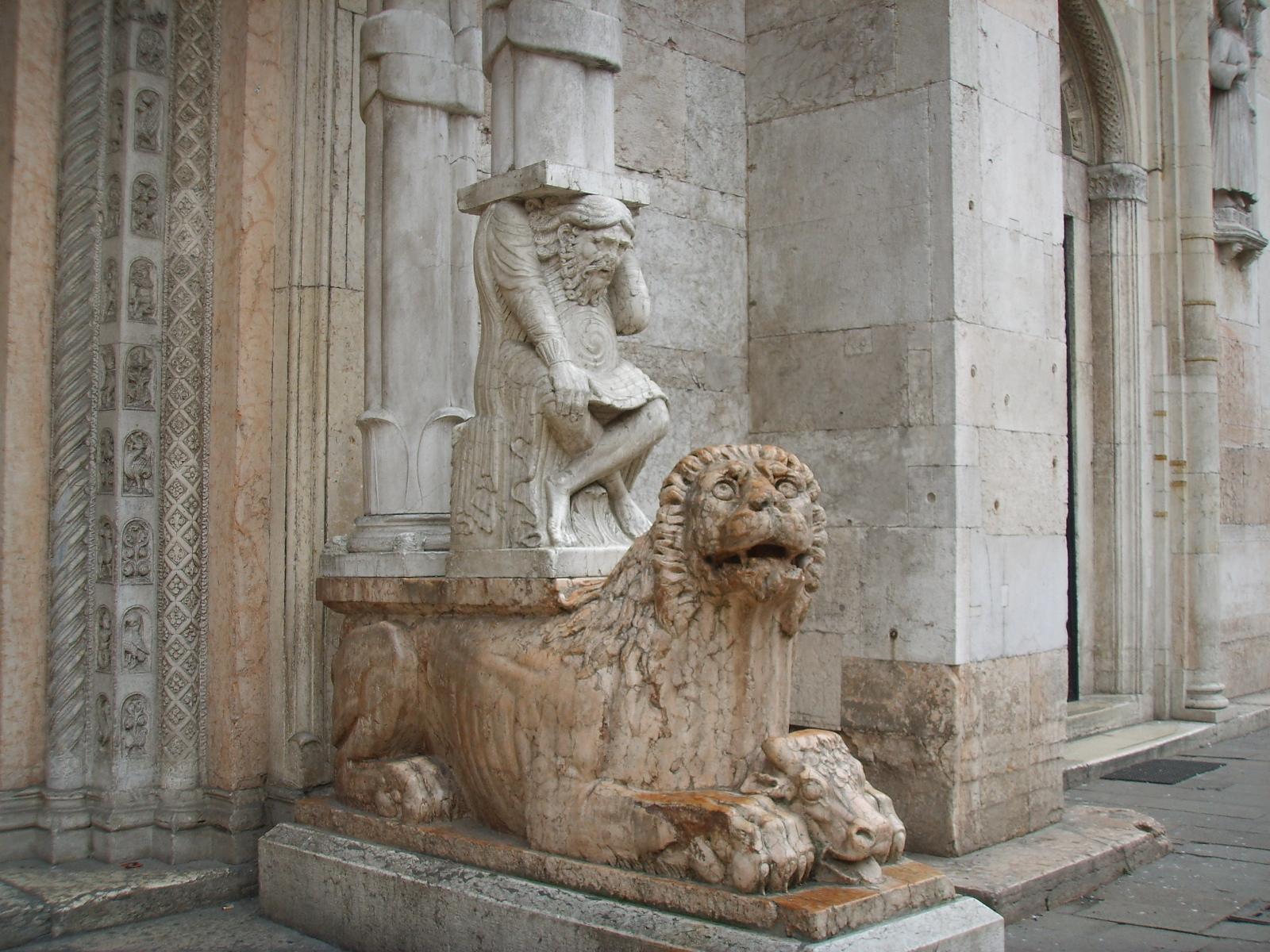
Hipogrifo del duomo de Ferrara.
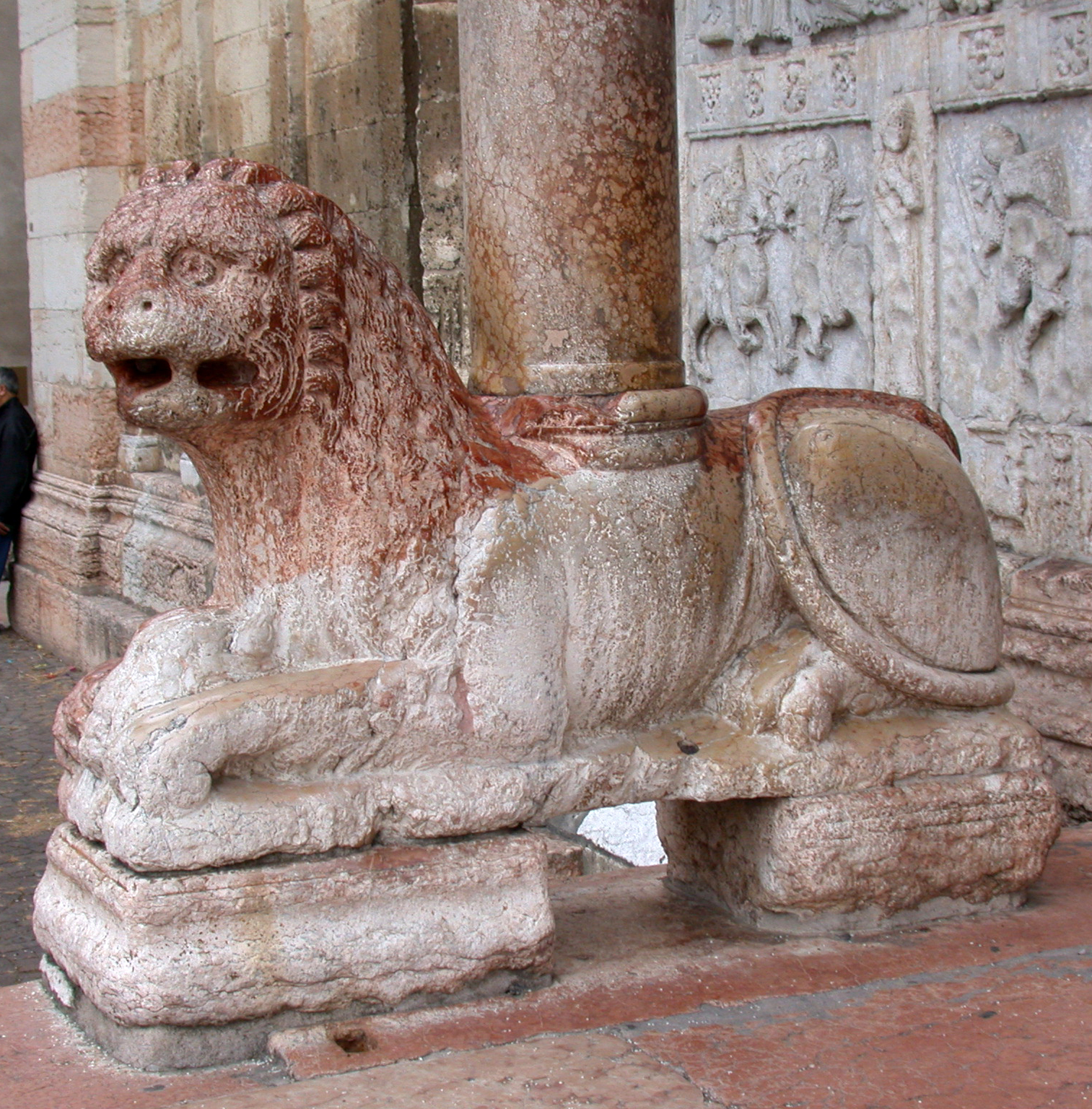
San Zeno Maggiore.
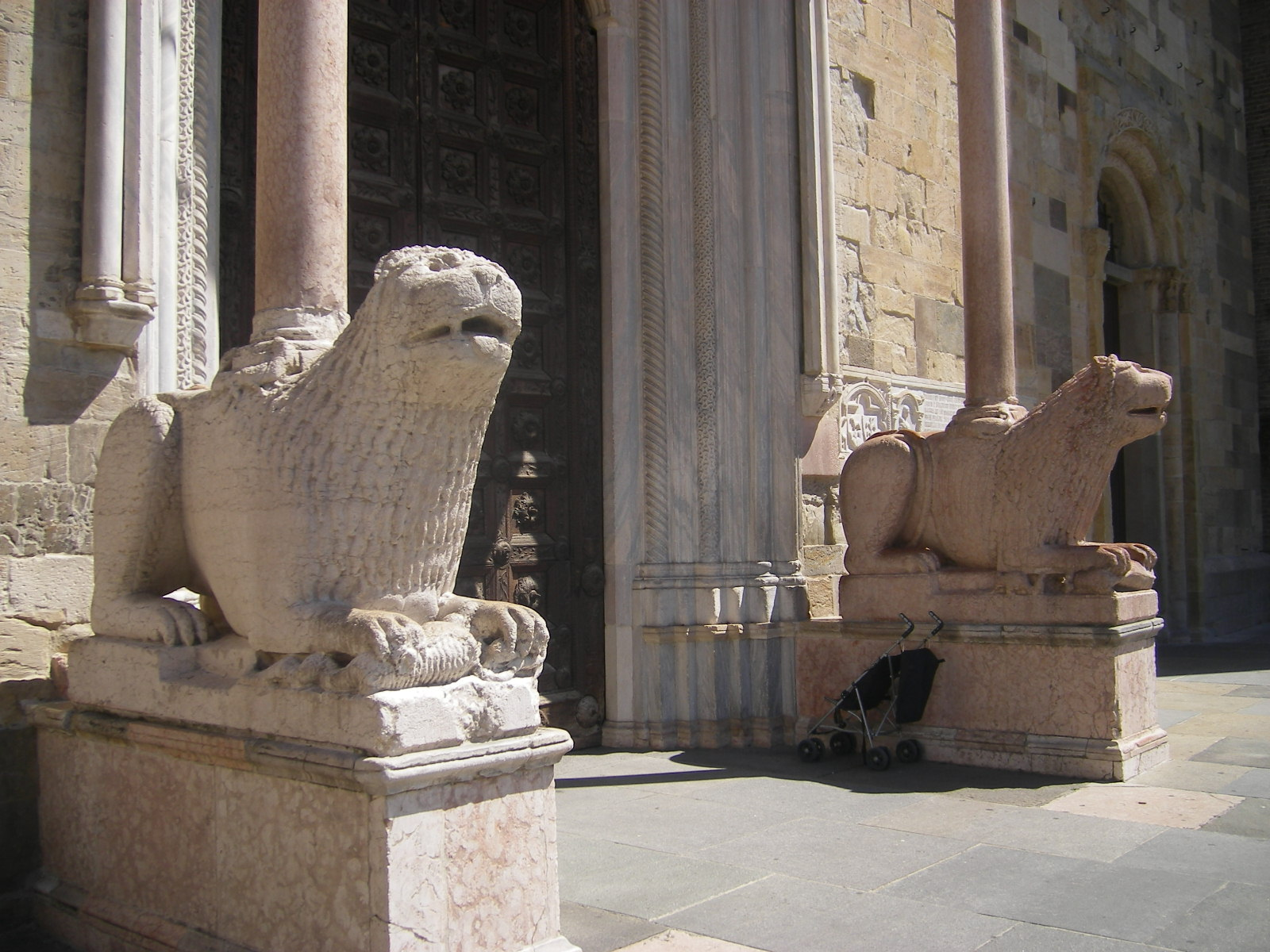
Catedral de Parma
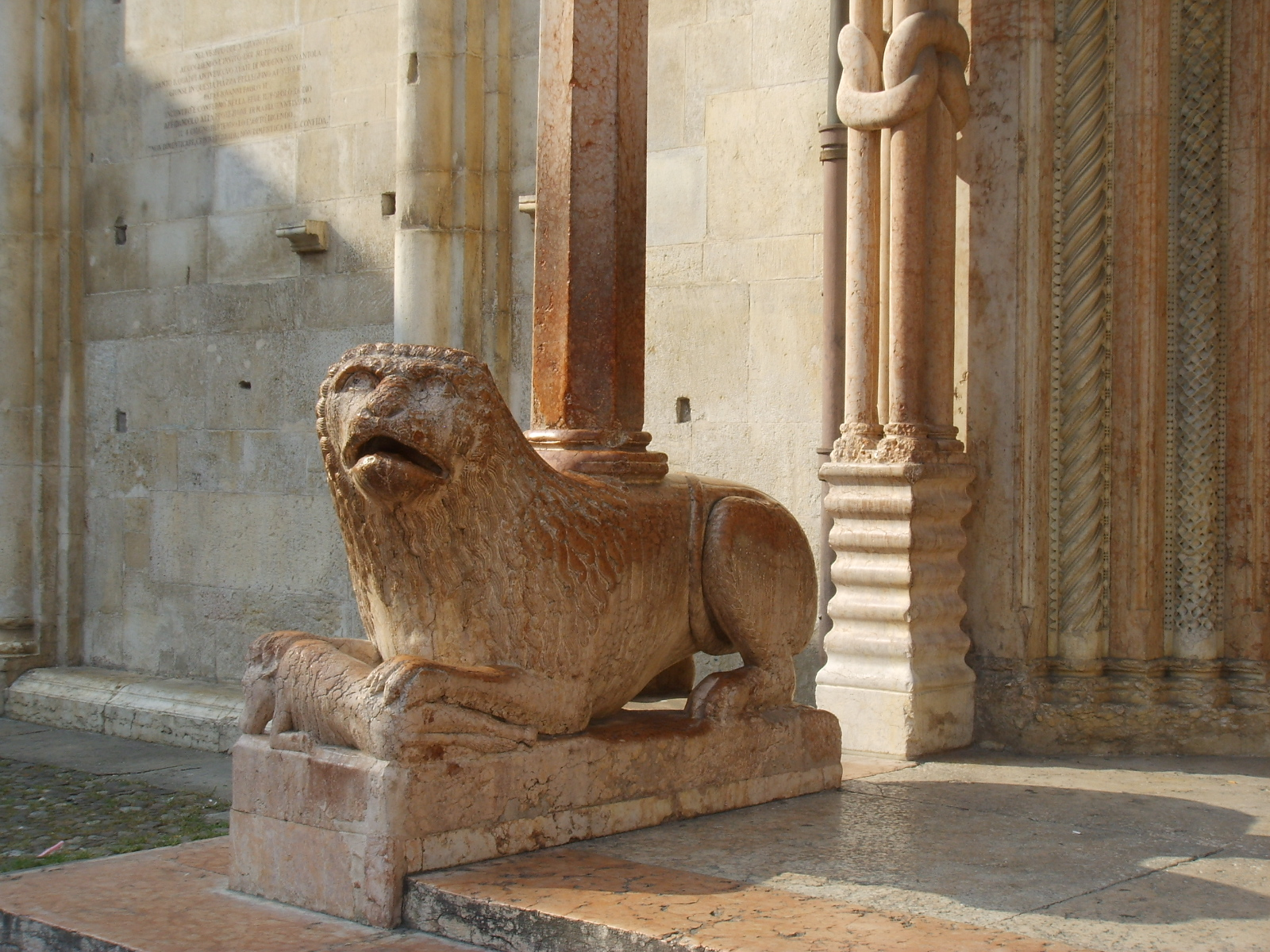
Catedral de Modena.
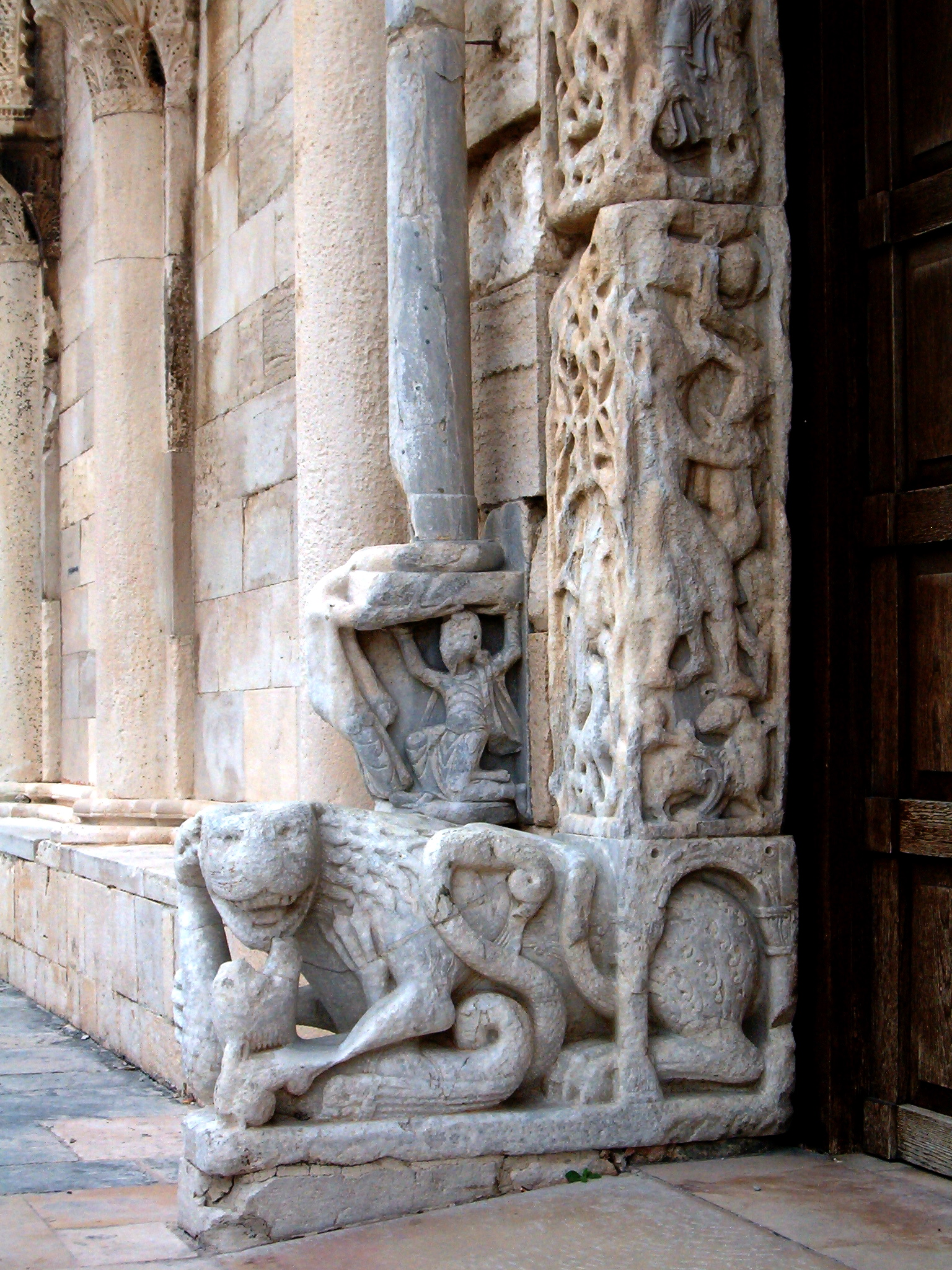
Catedral de Trani.
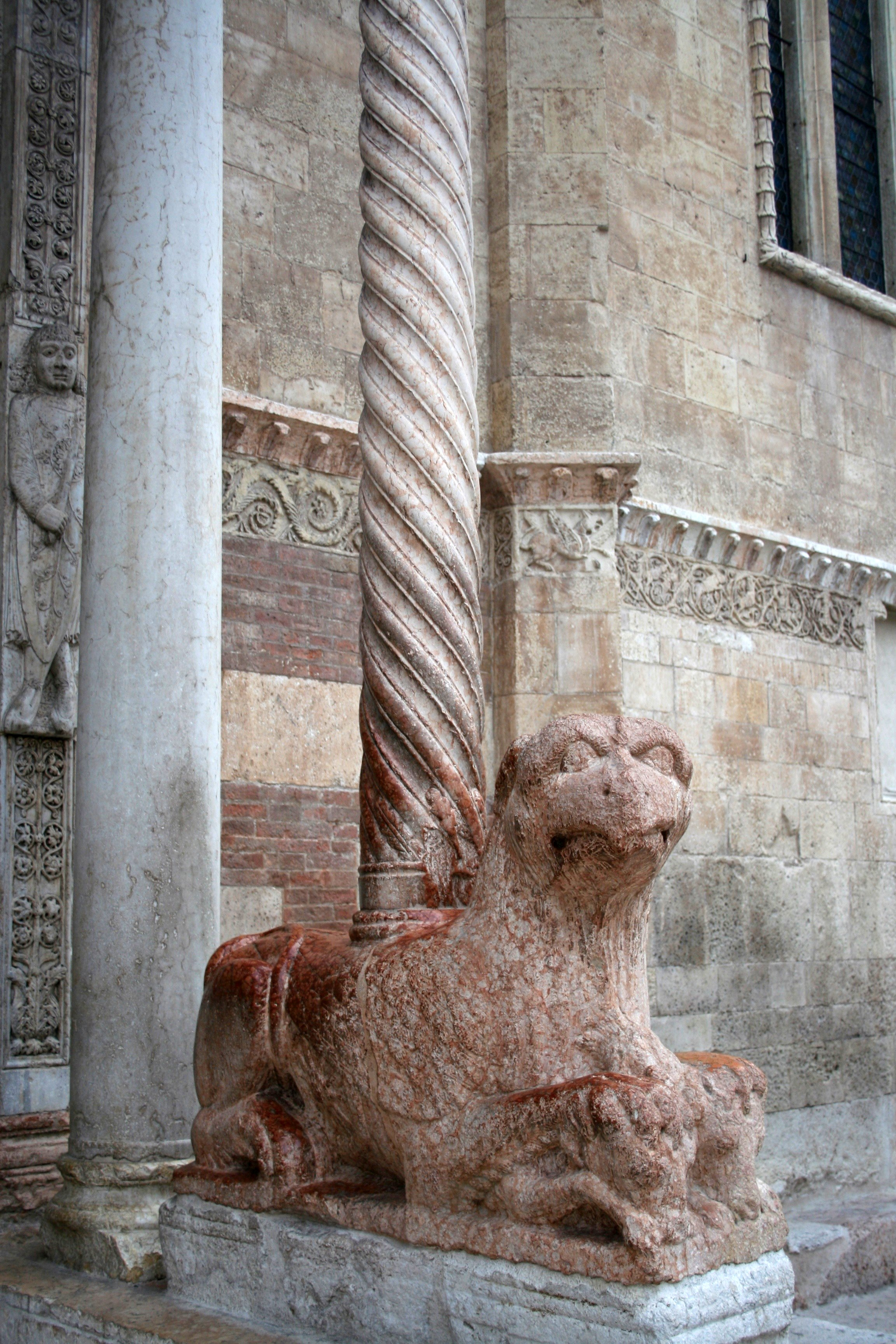
Duomo de Verona.
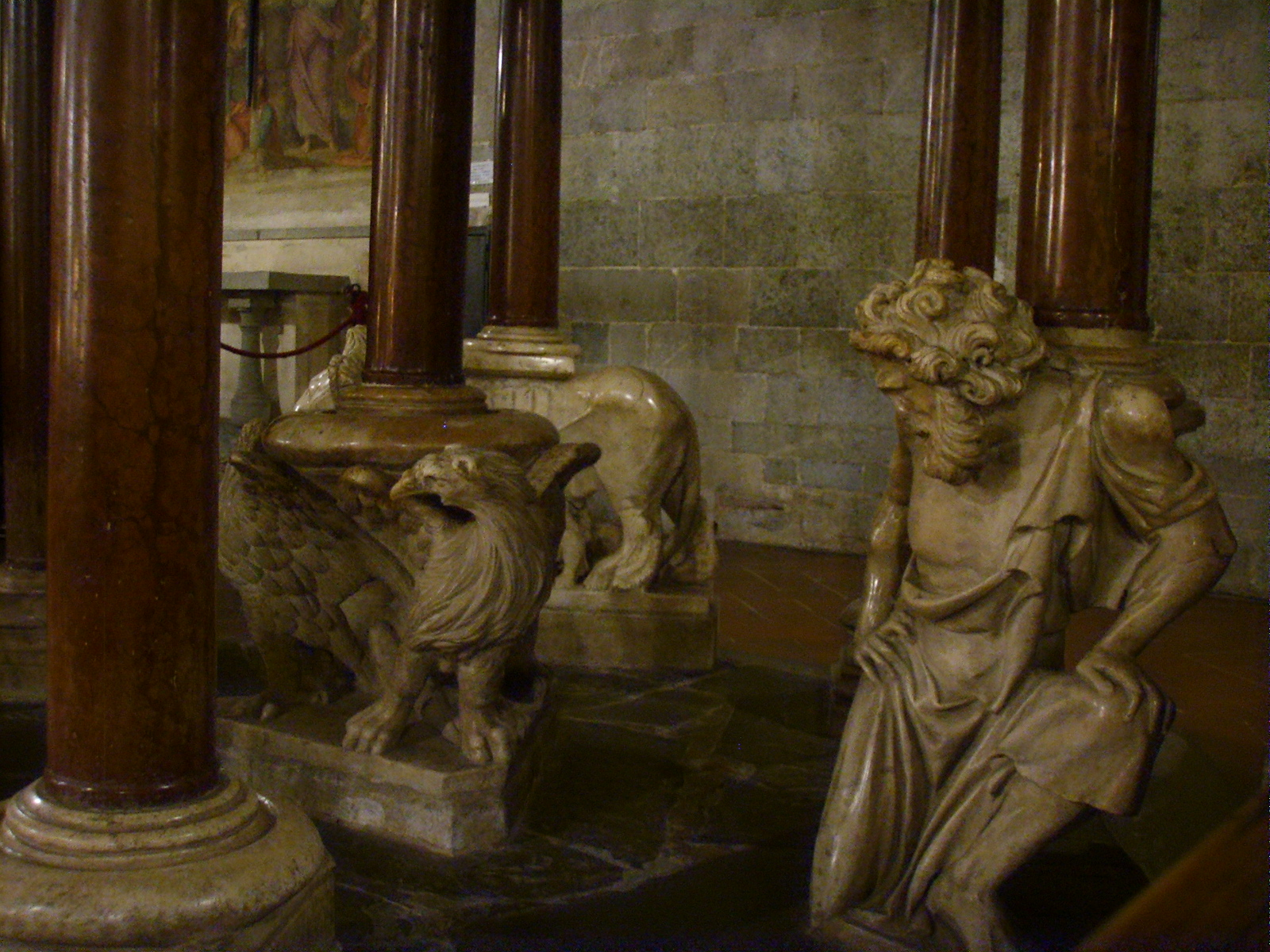
Base del púlpito de San Andrés  en Pistoia.
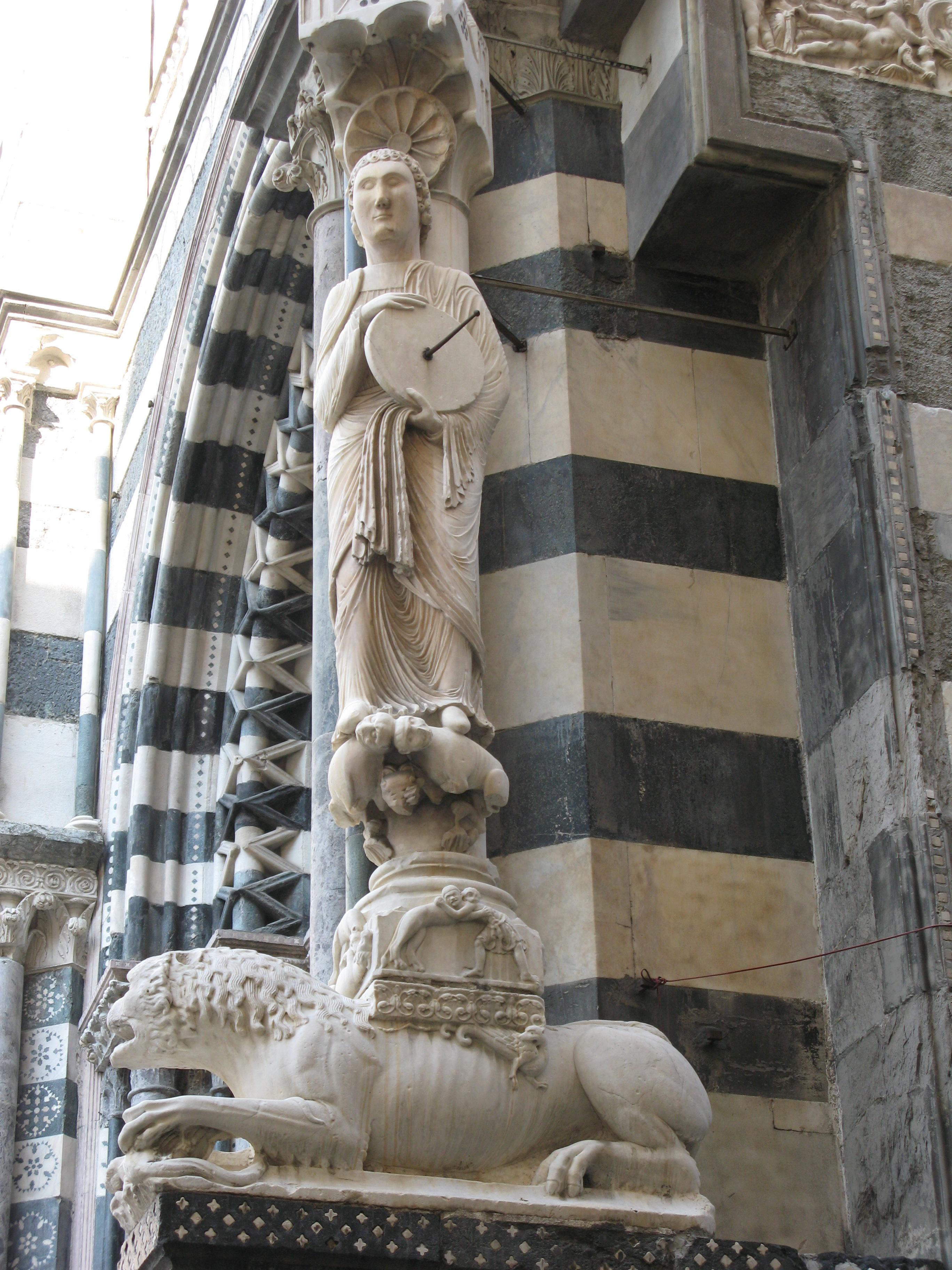
Catedral de San Lorenzo de Génova.
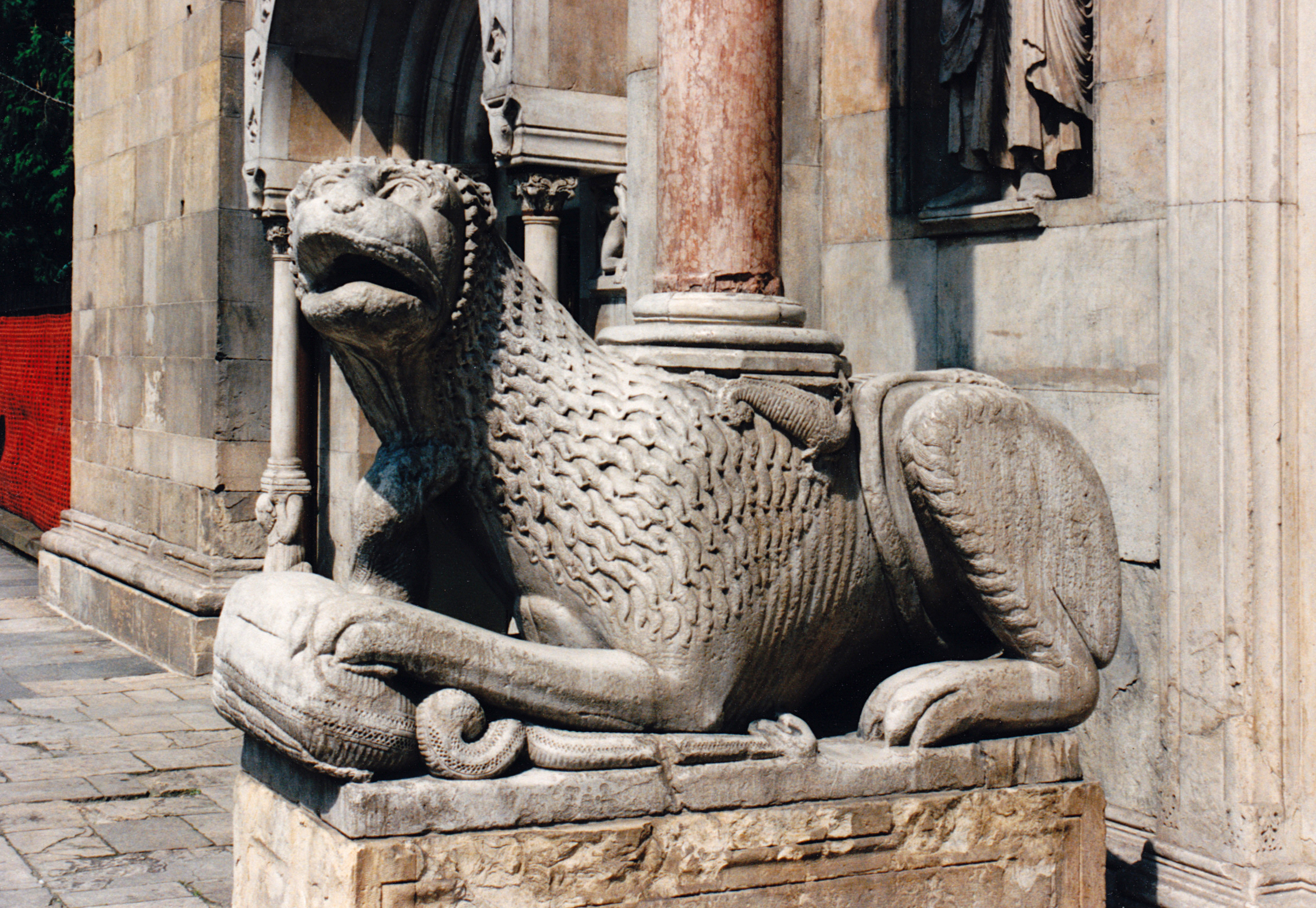
Catedral de Fidenza.
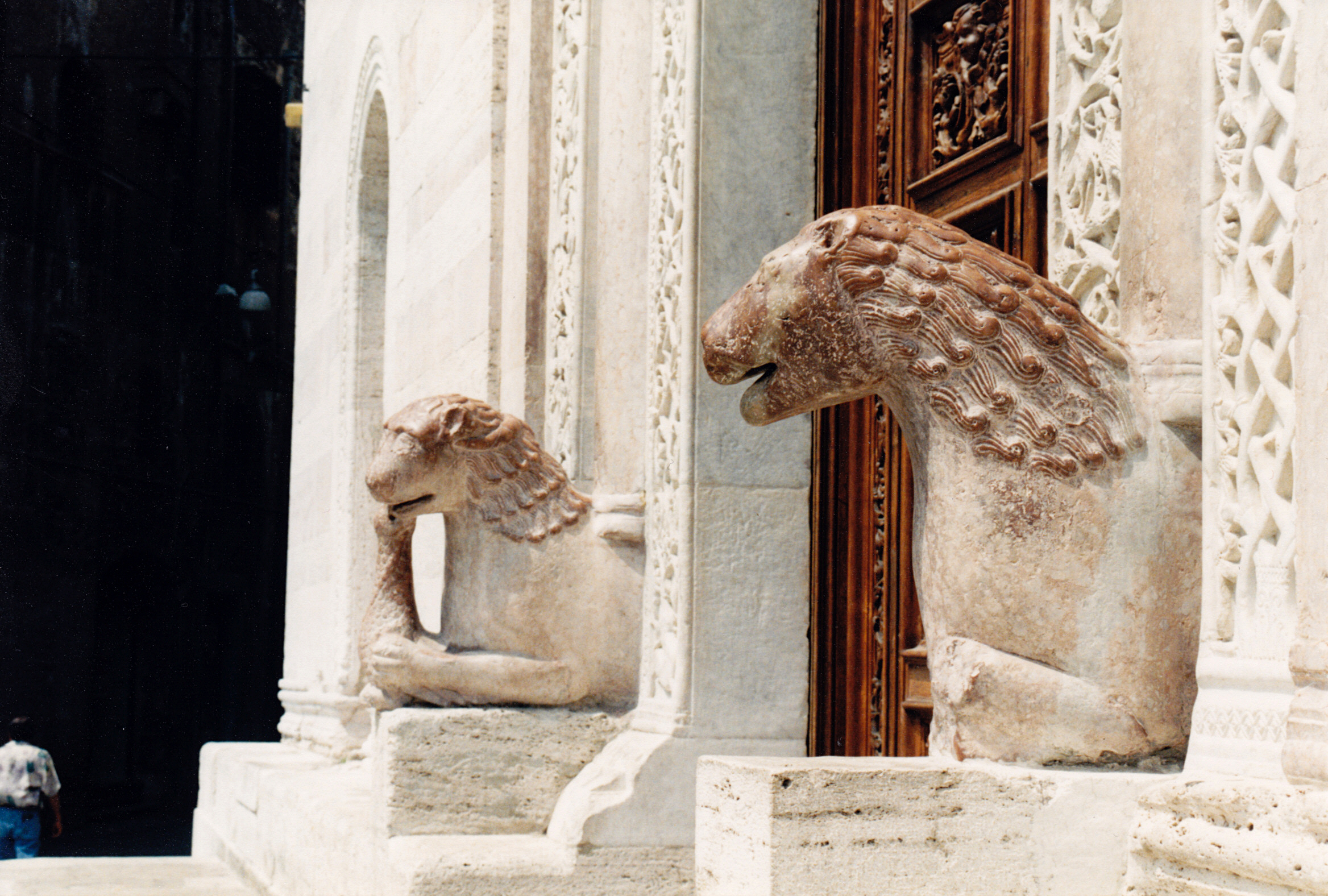
Catedral de Foligno.
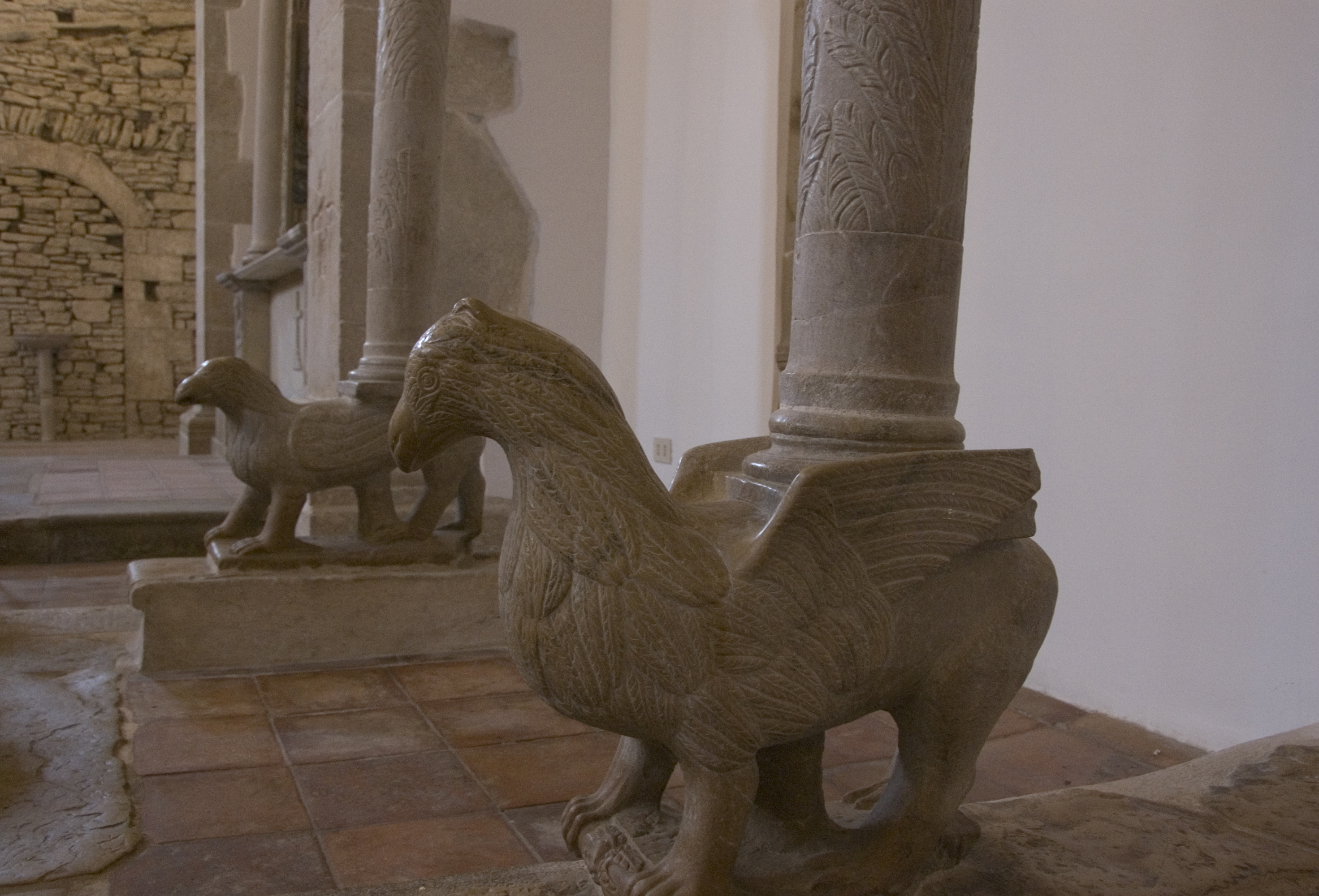
Un altar en la iglesia de la Santa Anunciación en Colle Sannita.
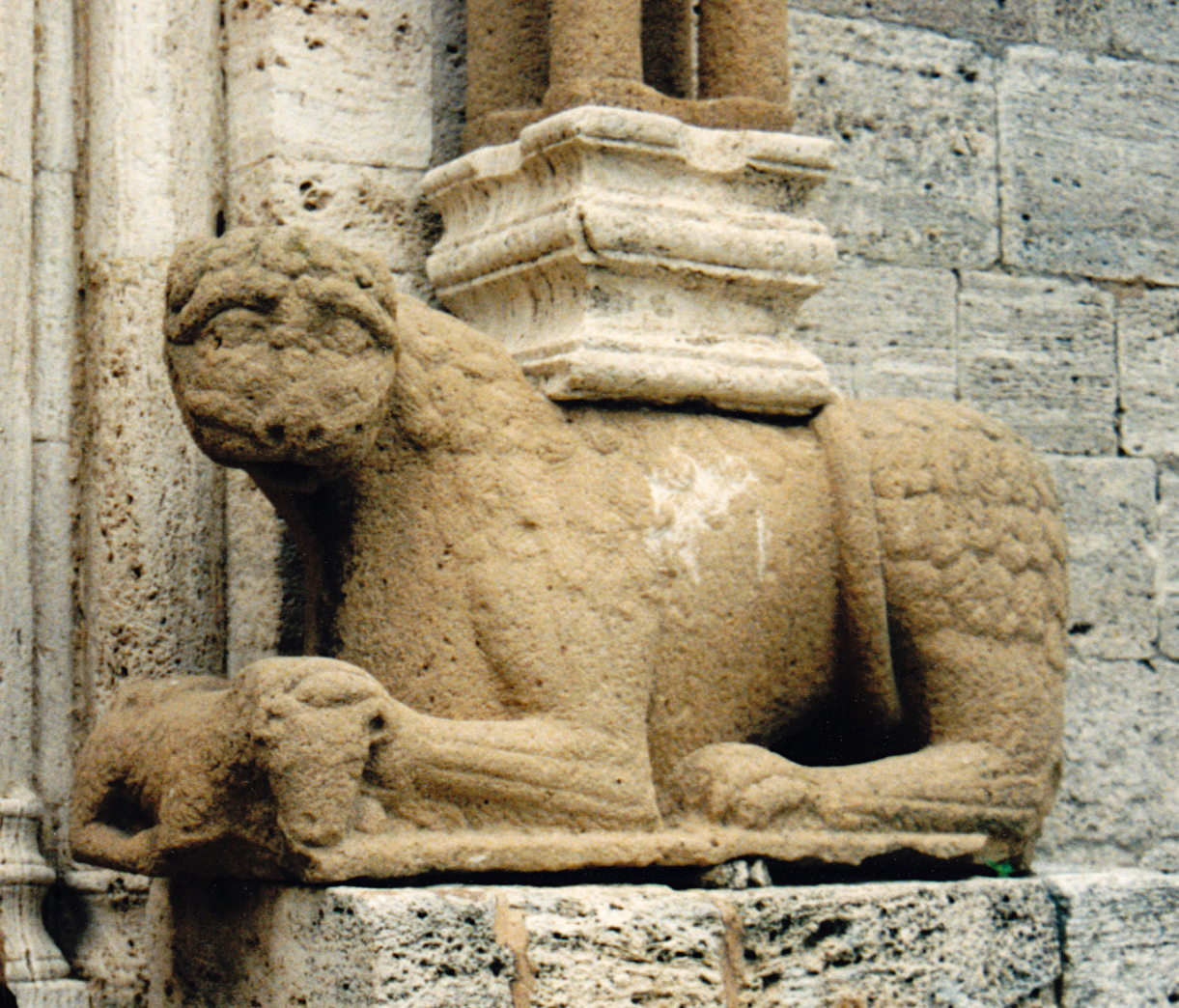
Collégiale de San Quirico d'Orcia.
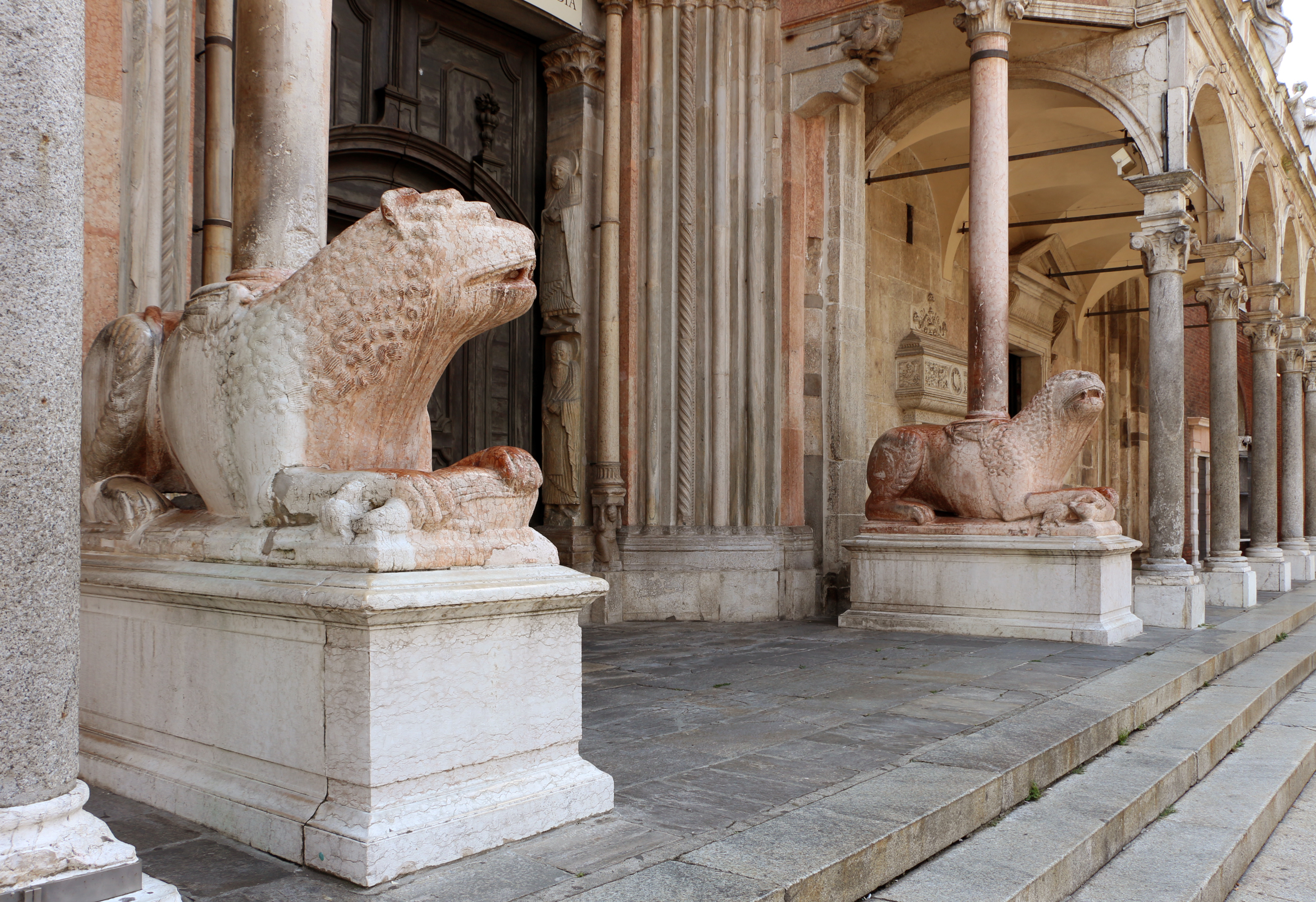
Protiro del duomo de cremona

## Estilóros en Francia
Algunos ejemplos se encuentran en Francia, principalmente en las dependencias de la archidiócesis de Embrun: Catedral de Nuestra Señora (Embrun), Guillestre, Saint-Marcellin de Vars, Briançon  (colocado en el interior), iglesia de Saint-Marcellin de lla Salle-les-Alpes, iglesia de  Saint-Laurent des Vigneaux, catedral de Notre-Dame-du-Bourg de Digne...

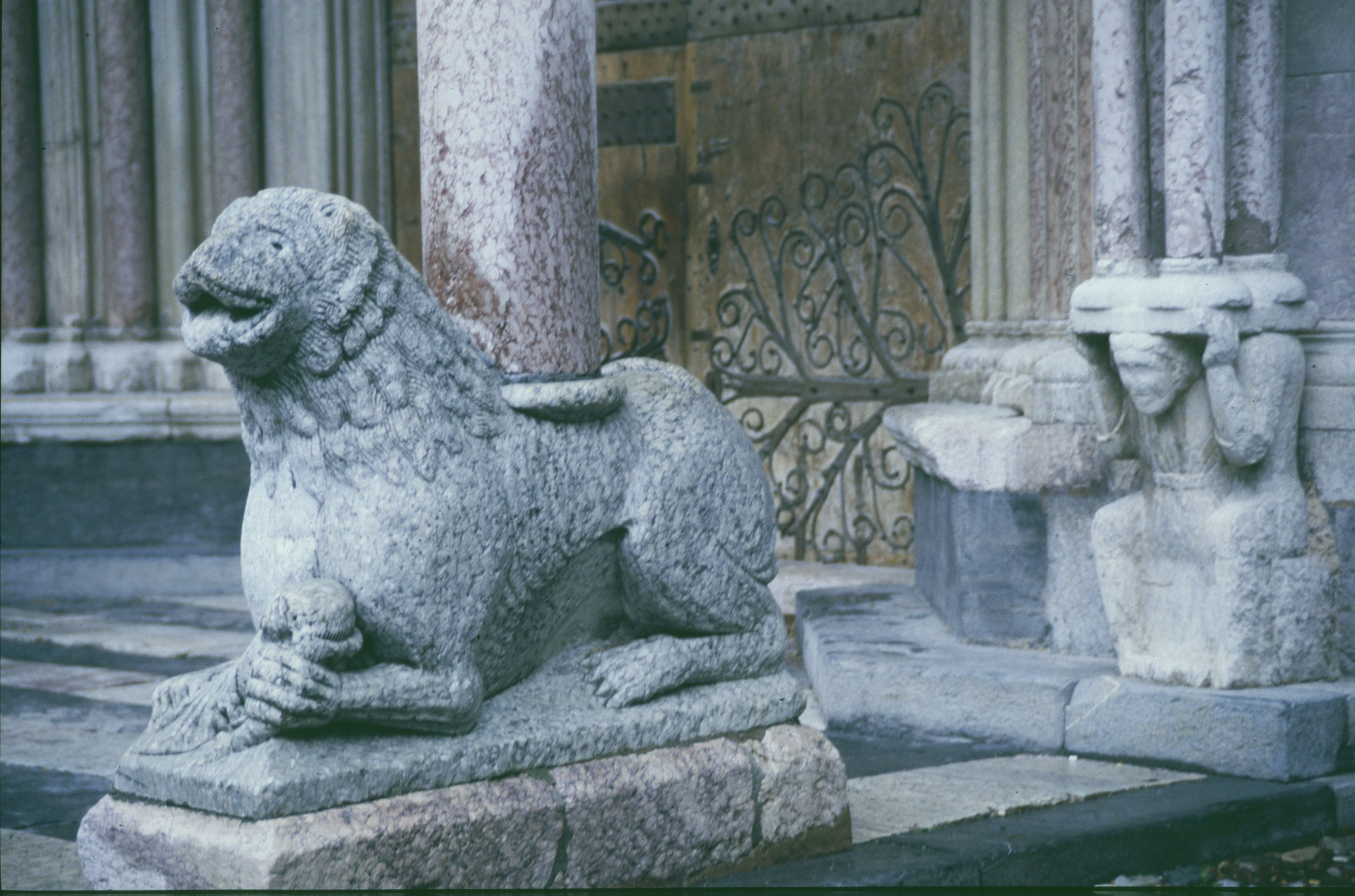
Catedral de Nuestra Señora (Embrun)
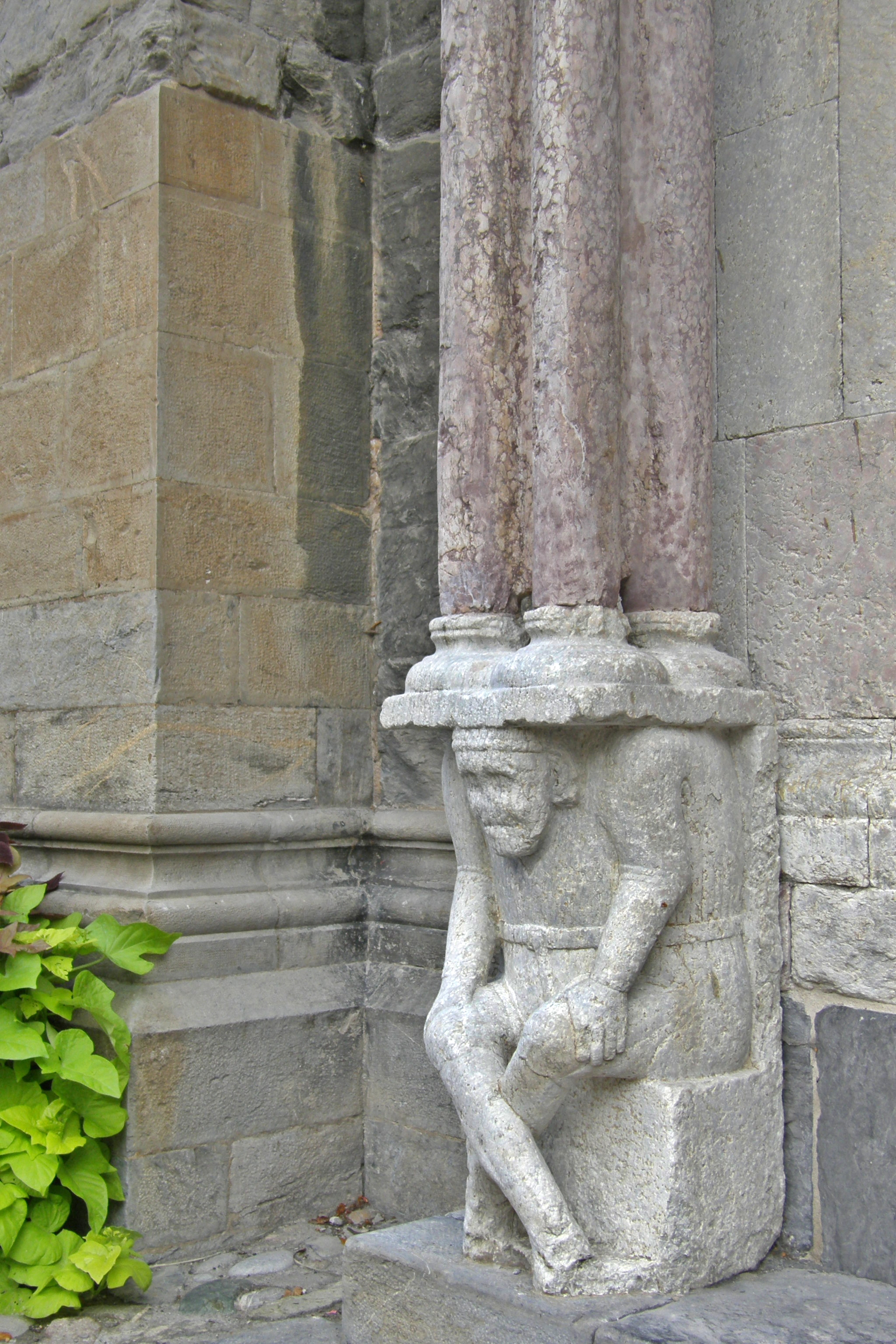
Catedral de Nuestra Señora (Embrun)
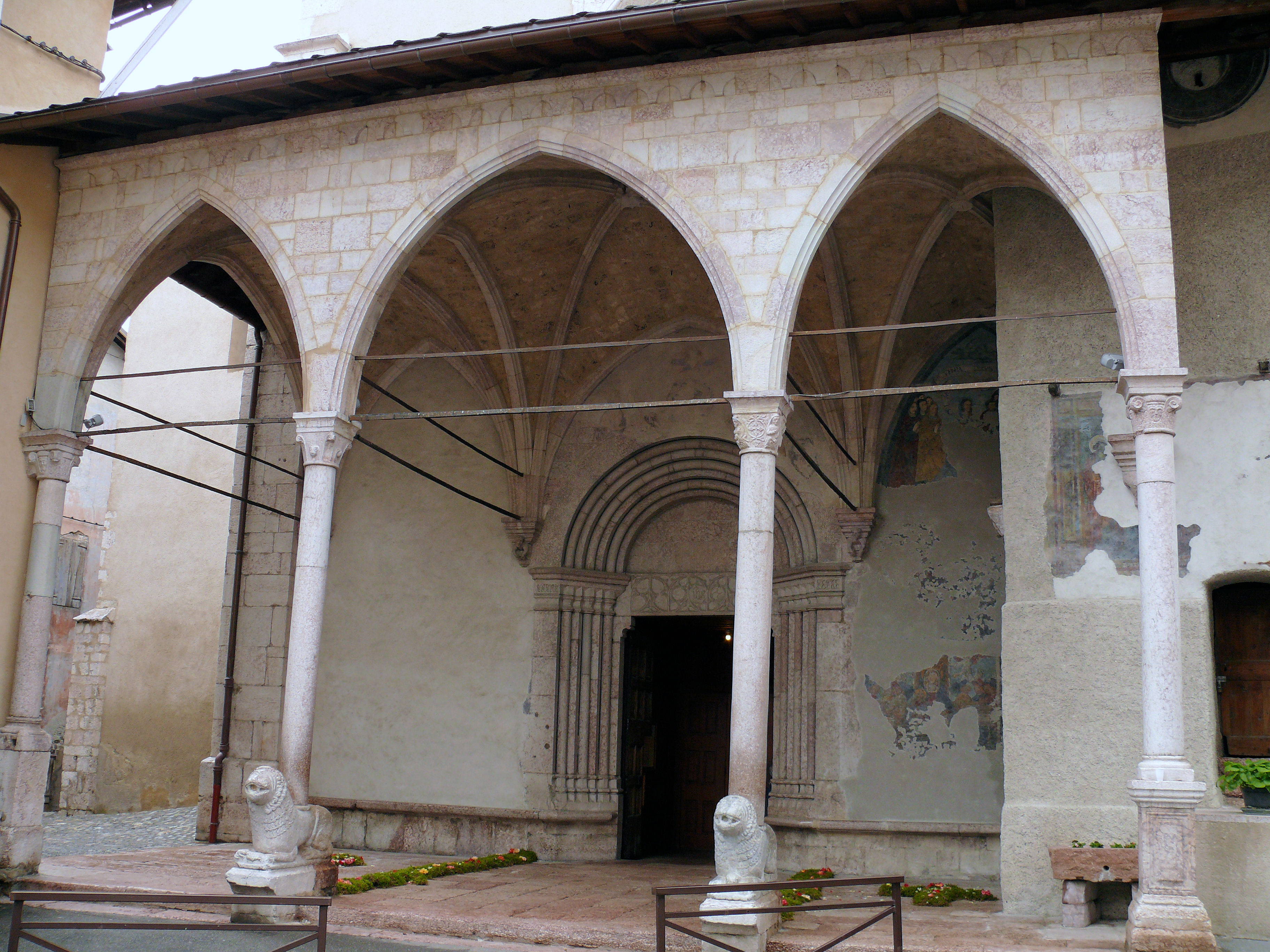
Iglesia de Notre-Dame-d'Aquilon de Guillestre.
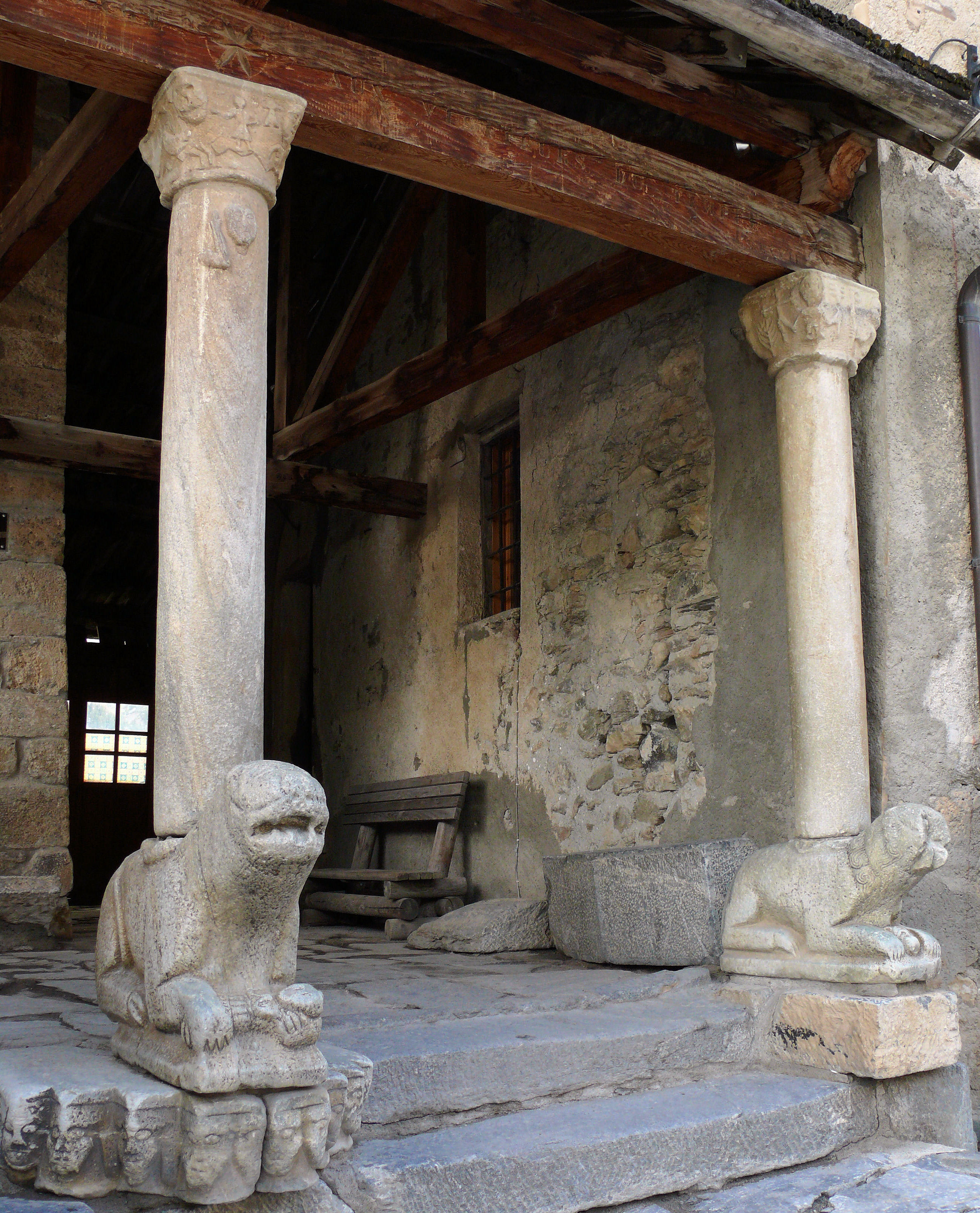
Porche de entrada de la iglesia de Saint-Véran.
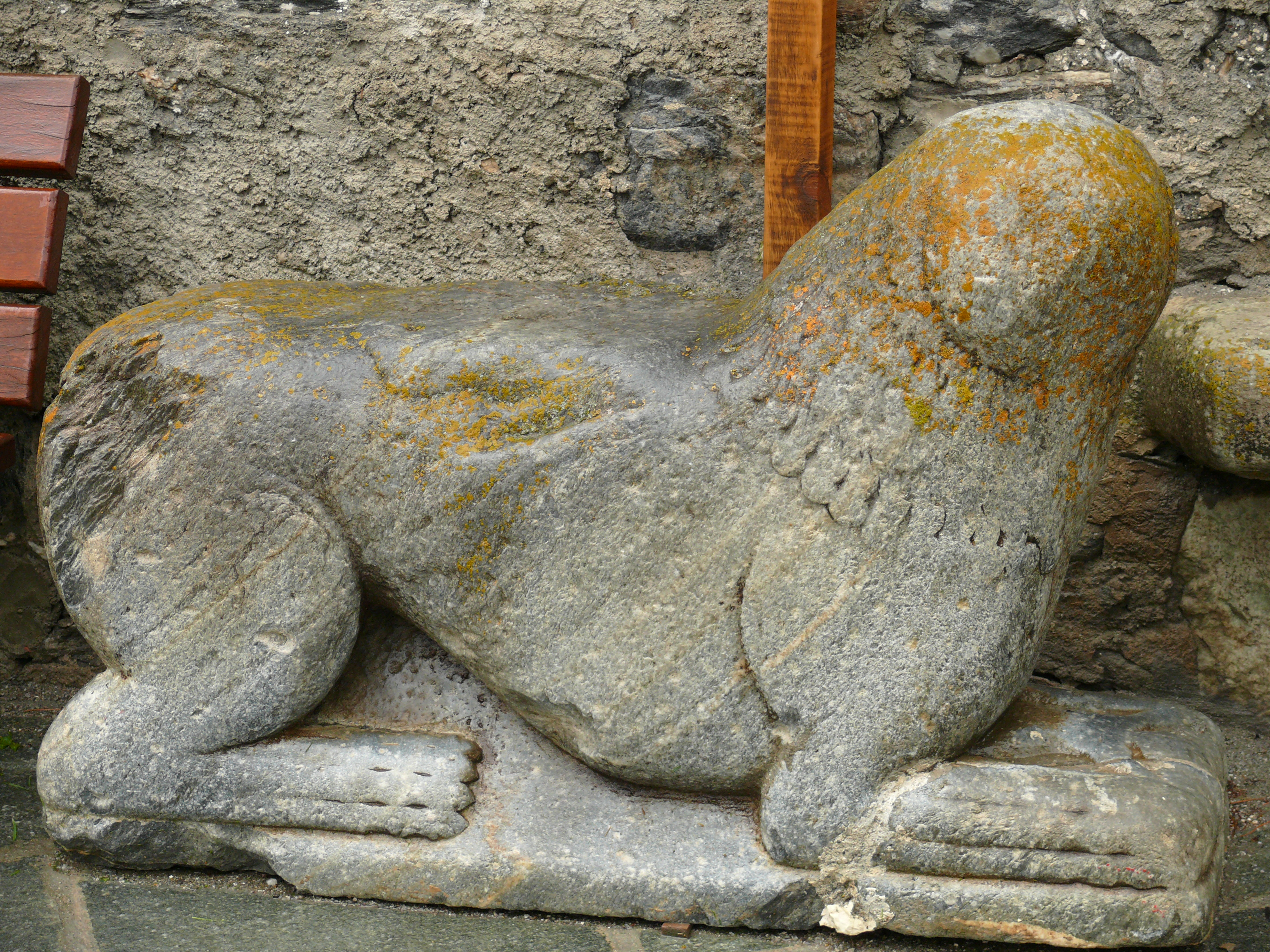
Abriès.
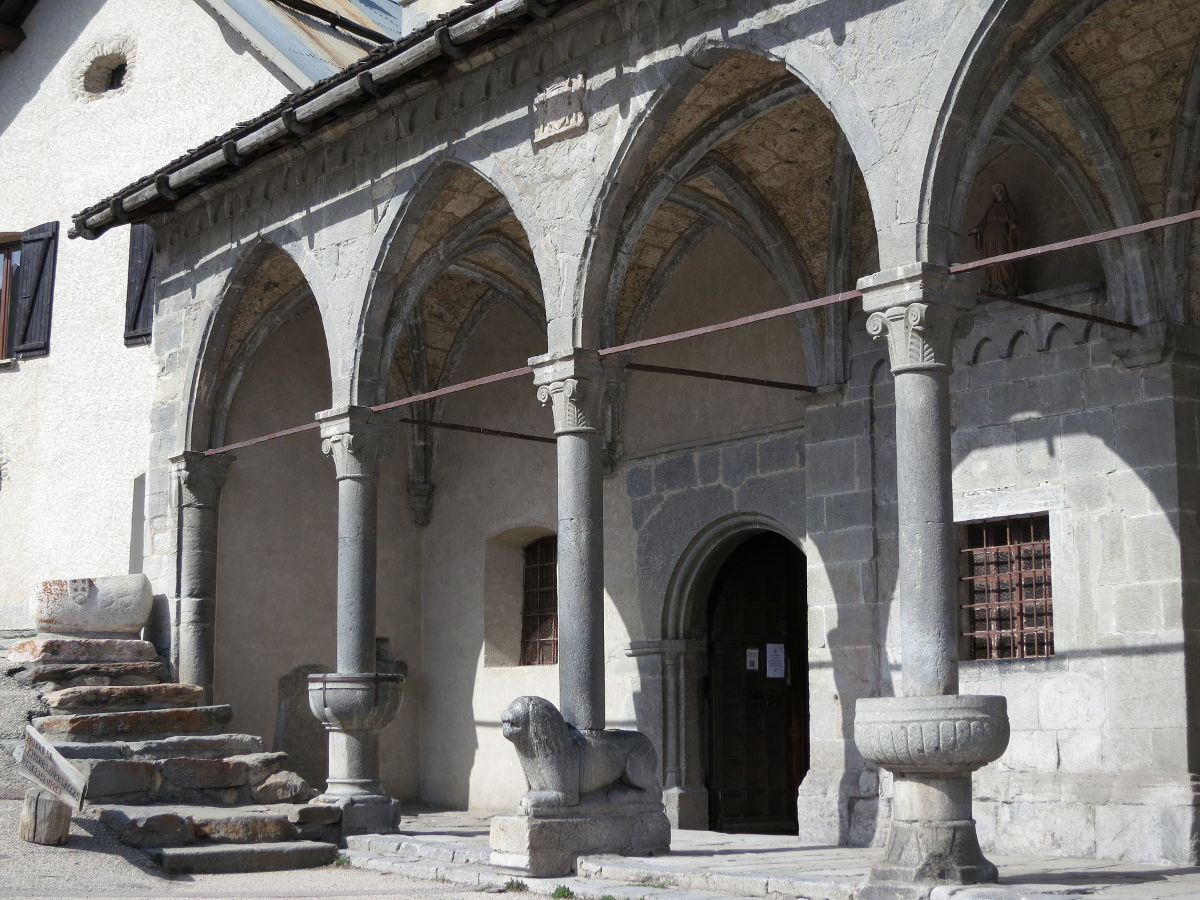
Iglesia de Saint-Marcellin de La Salle-les-Alpes.
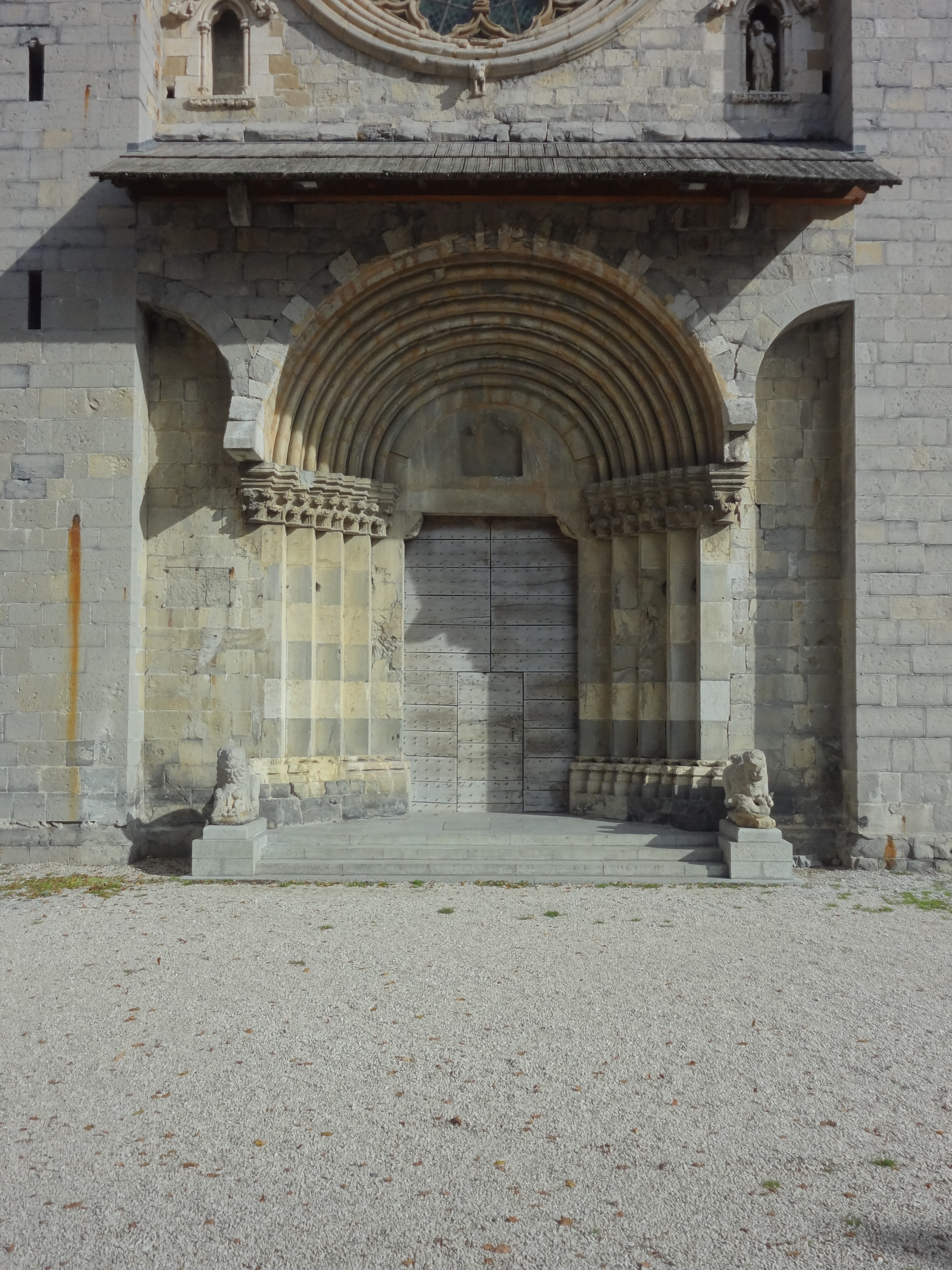
Catedral Notre-Dame-du-Bourg de Digne.
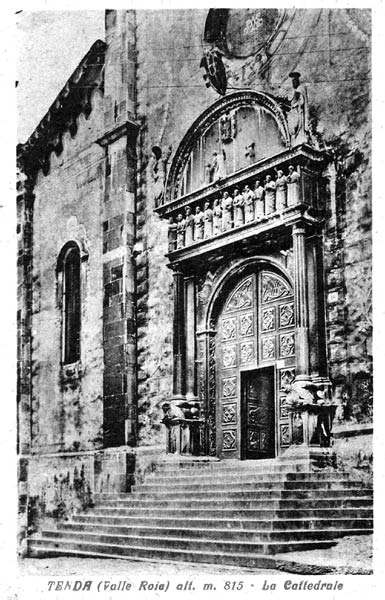
Tende.
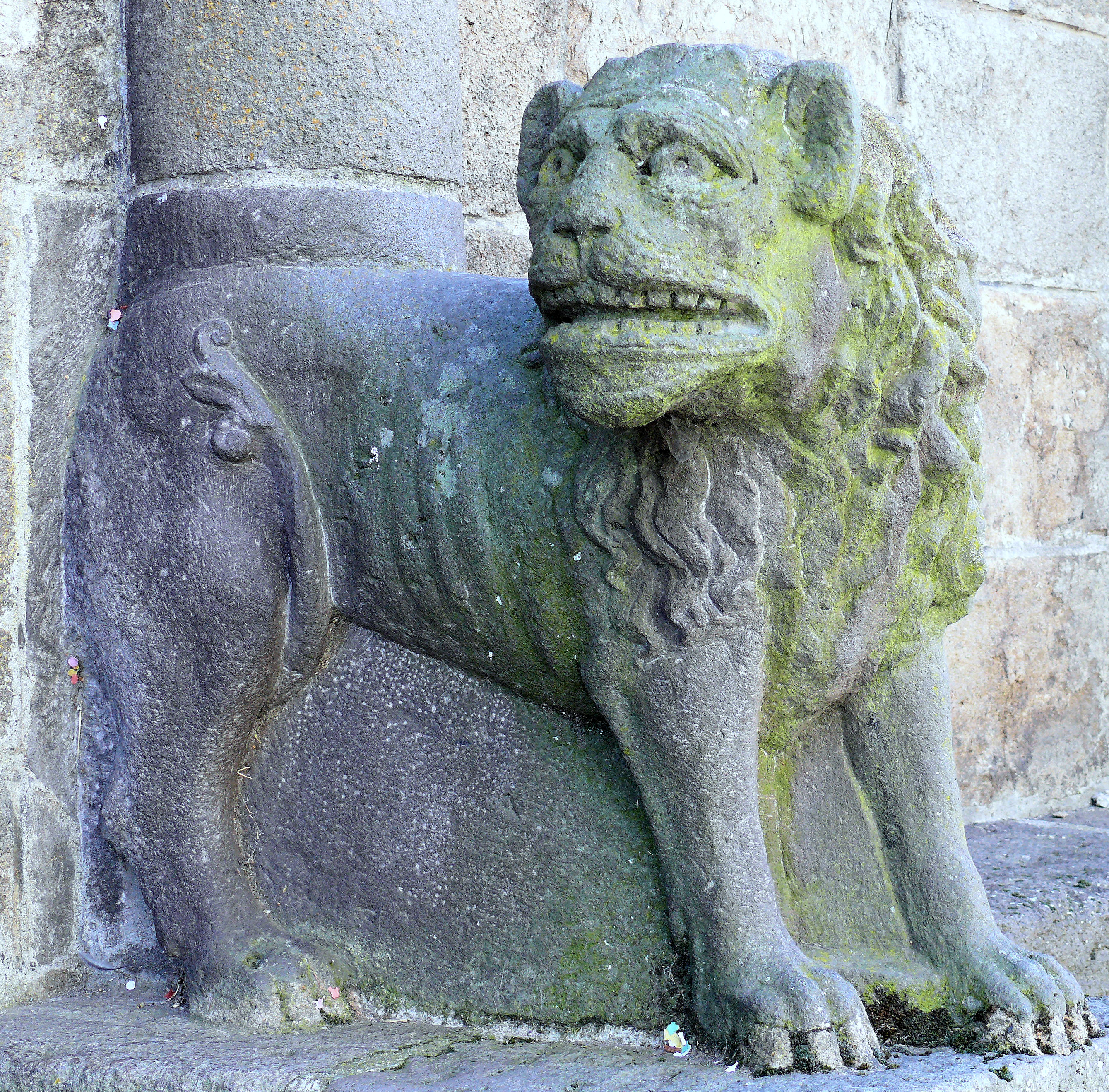
Basilique Notre-Dame-des-Miracles de Mauriac.